# José María Vargas
José María de los Dolores Vargas Ponce (ur. 10 marca 1786 w La Guaira, zm. 13 lipca 1854 w Nowym Jorku) – prezydent Wenezueli od 9 lutego 1835 do 9 lipca 1835 i od 20 sierpnia 1835 do 24 kwietnia 1836 roku. Poza polityką był znanym chirurgiem, naukowcem, pisarzem, wykładowcą i rektorem Uniwersytetu w Caracas.

## Życie i praca
W 1798 roku rozpoczął naukę na Królewsko-Papieskim Uniwersytecie w Caracas. (Real y Pontificia de Caracas). Filozofię ukończył w 1803 roku, a stopień doktora medycyny uzyskał w 1808 roku. Po zakończeniu nauki przeniósł się do Cumaná, gdzie mieszkał do 1912 roku prowadząc działalność polityczną. 26 marca tego roku przebywał w La Guaira, gdzie był świadkiem wielkiego trzęsienia ziemi. Oddał wtedy wielkie zasługi w niesieniu pomocy mieszkańcom swojego rodzinnego miasta. Po upadku Pierwszej Republiki Wenezueli został skazany na więzienie za popieranie republikanów. Uwolniony przez Bolívara udał się do Europy aby poszerzyć swą wiedzę w zakresie medycyny, chemii i nauk przyrodniczych. W latach 1819–1825 mieszkał z rodziną na Portoryko. Pisał liczne prace naukowe, współpracował z miejscową Radą Zdrowia. W 1825 roku wrócił na dobre do Wenezueli. Pracował jako wykładowca na dawnym uniwersytecie, a kiedy po reorganizacji uczelnia zmieniła nazwę na Centralny Uniwersytet Wenezueli został jej rektorem. Zyskał ogromny szacunek na uczelni, a także wśród mieszkańców miasta. Szkoła stała się modelem efektywności administracyjnej i prestiżowym centrum badawczym. W 1827 roku założył „Towarzystwo Medyczne Caracas”. Doprowadził do nawiązania kontaktów z wybitnymi ludźmi nauki na świecie. Augustin Pyramus de Candolle jeden z największych botaników swego czasu, w hołdzie dla pracy wykonanej w tej dziedzinie przez Vargasa, ochrzcił nazwą „Vargasia” niektóre rośliny. W 1832 założył katedrę chirurgii.

## Polityka
W 1830 roku u boku Bolivara uczestniczył w pracach Konwencji Konstytucyjnej i po jego śmierci został uznany za politycznego wykonawcę jego testamentu. W zdominowanym przez wojskowych życiu politycznym kraju, Vargas był postrzegany jako przedstawiciel wojska, co bardzo się nie podobało, zwłaszcza w kręgach intelektualnych. Popierany przez lud i generałów wygrał wybory w 1834 roku i w lutym 1835 roku został zaprzysiężony na szóstego Prezydenta Wenezueli. Rozbieżności w narodzie, nieprzychylność byłego prezydenta José Antonio Páez doprowadziły do zamieszek i zaledwie po 21 dniach, 30 marca prezydent złożył dymisję. Nie została ona przyjęta, ale już 8 czerwca w wyniku rewolucji (Revolución de las Reformas) został obalony i deportowany na wyspę Świętego Tomasza. Z powodu totalnej anarchii rewolucja szybko upadła i 20 sierpnia 1835 roku Vargas wrócił na stanowisko. Nie potrafił jednak przełamać niechęci parlamentarzystów i 26 kwietnia 1836 zrezygnował ostatecznie z władzy.

## Ostatnie lata
Wrócił do pracy naukowej i społecznej. Zorganizował projekt i zasady nauczania podstawowego. Został senatorem. W złym stanie zdrowia wyjechał do Stanów Zjednoczonych, gdzie umarł w Nowym Jorku w 1854 roku w wieku 68 lat. Jego ciało spoczywa w Panteonie Narodowym.